# Corylus maxima
Espèce
Statut de conservation UICN

 LC  : Préoccupation mineure
Le Noisetier de Lambert (Corylus maxima) est un arbuste de la famille des bétulacées. Sa variété pourpre est plantée comme arbuste d'ornement.

## Synonymes
- Corylus lambertiana

Selon World Checklist of Selected Plant Families (WCSP) (2 avr. 2012) :  Corylus maxima Mill. (1768)
- Noisetier tubuleux ou noisetier franc[2].

## Description
Le Corylus maxima est un arbuste, les feuilles sont portées par un pétiole de 0.8 à 1.5 cm. Il produit des noisettes allongées, dans un involucre fermé, tubulaire, environ 2 fois plus long que le fruit.

## Répartition
C. Maxima est spontané au sud-est de l'Europe et en Asie mineure. Il est cultivé pour les fruits et comme ornemental dans les zones tempérées de l'Europe où il est aussi subspontané.

## Variété horticole
Corylus maxima purpurea est considérée comme une variété intéressante. Elle est citée dans les Notes sur les végétaux cultivés en plein air au Château du Crest près Genève.